# Demos: 1993-1996
Demos: 1993-1996 је компилација демо песама америчког слаџ метал бенда Есид Бет. Објављена је 2005. године од стране издавачке куће Nuclear Blast.

## Песме
| №               | Назив                         | Трајање |  |
| 1.              | Dr. Seuss Is Dead             | 5:39    |  |
| 2.              | What Color Is Death           | 3:12    |  |
| 3.              | Scream of the Butterfly       | 6:02    |  |
| 4.              | God Machine                   | 3:59    |  |
| 5.              | The Mortician's Flame         | 3:39    |  |
| 6.              | Dope Fiend                    | 5:05    |  |
| 7.              | Finger Painting of the Insane | 5:56    |  |
| 8.              | Jezebel                       | 4:53    |  |
| 9.              | The Bones of Baby Dolls       | 5:15    |  |
| 10.             | Venus Blue                    | 4:31    |  |
| 11.             | Bleed Me An Ocean             | 6:22    |  |
| 12.             | Graveflower                   | 6:08    |  |
| Укупно трајање: | Укупно трајање:               | 60:41   |  |

## Заслуге
- Првих осам песама са компилације су снимљене и обрађене у Signature Sound студиу у Орланду, Флорида - Јануар 1993. године
- Девета песма са албума је снимљена у Дексовој кући, 1994. године
- Десета, једанаеста и дванаесте песма су снимљене у Festival Studios у Кенеру, Луизијана - Лето 1996. године
- Све песме су написане и изведене од стране Есид Бета
- Инжињер на свим песмама (осим на деветој) је био Кит Фалгот
- Све песме су обрађене у Moonlight Mastering студиу у Бербанку, Калифорнија
- Илустрације на предњој и задњој страни албума је урадио уметник Џеред М. Гилот